# La Promise (Durringer)
Pour les articles homonymes, voir La Promise.
La Promise est une pièce de théâtre écrite en 2001 par Xavier Durringer, publiée aux Éditions Theâtrales.